# Município de Madison (condado de Guernsey, Ohio)
O município de Madison (em inglês: Madison Township) é um município localizado no condado de Guernsey no estado estadounidense de Ohio. No ano de 2010 tinha uma população de 904 habitantes e uma densidade populacional de 14 pessoas por km².

## Geografia
O município de Madison encontra-se localizado nas coordenadas 40° 06′ 20″ N, 81° 23′ 03″ O. Segundo a Departamento do Censo dos Estados Unidos, o município tem uma superfície total de 64.59 km², da qual 64,51 km² correspondem a terra firme e (0,12 %) 0,08 km² é água.

## Demografia
Segundo o censo de 2010, tinha 904 pessoas residindo no município de Madison. A densidade populacional era de 14 hab./km². Dos 904 habitantes, o município de Madison estava composto pelo 98,56 % brancos, o 0,22 % eram afroamericanos, o 0,33 % eram amerindios, o 0,11 % eram asiáticos, o 0,11 % eram de outras raças e o 0,66 % eram de uma mistura de raças. Do total da população o 0,66 % eram hispanos ou latinos de qualquer raça.